# SS Naronic
SS Naronic – brytyjski jednokominowy statek parowy i pasażerski linii White Star Line.
Wyprodukowany został przez stocznię Harland and Wolff. Wodowany 26 maja 1892. Jego dziewicza podróż przypadła na 15 lipca 1892. Rozwijał prędkość trzynastu węzłów, należy jednak pamiętać, że był to statek jednokominowy. RMS "Naronic" miał statek siostrzany: SS "Bovic". Po pół roku, 19 lutego 1893, w trakcie rejsu z Liverpoolu do Nowego Jorku zderzył się prawdopodobnie z górą lodową. Wypadek miał miejsce o godzinie 2:00 w nocy, a zatonięcie statku o 3:20. Liczba ofiar tej tragedii to 74 osoby. 